# Irfan Smajlagić

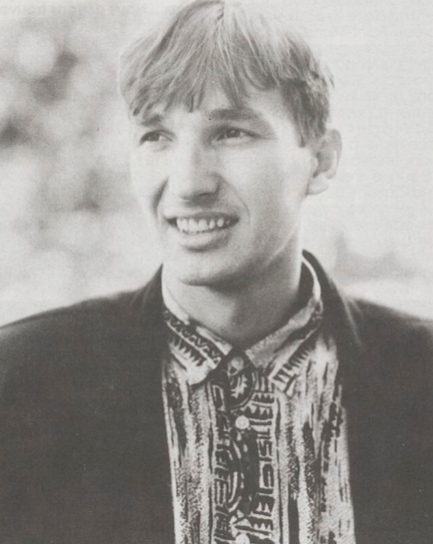
Imatge del jugador l'any 1990.

Irfan "Pipe" Smajlagić (nascut el 16 d'octubre de 1961 a Banja Luka, actualment a Bòsnia i Hercegovina), és un exjugador d'handbol iugoslau, que va participar en els Jocs Olímpics d'Estiu de 1988 representant la selecció iugoslava, i als Jocs Olímpics d'Estiu de 1996 amb la selecció de Croàcia.
El 1988 va formar part de la selecció de Iugoslàvia que va guanyar la medalla de bronze a les Olimpíades de Seul. Hi va jugar cinc partits i hi marcà catorze gols. Vuit anys més tard, el 1996, formà part de la selecció croata que va guanyar la medalla d'or a les olimpíades d'Atlanta. Hi va jugar sis partits, inclosa la final, i va marcar-hi 31 gols.